# Честијанец
Честијанец (хрв. Čestijanec, мађ. Hétház) је насељено место у општини Свети Мартин на Мури, Међимурска жупанија, Хрватска.

## Историја
До територијалне реорганизације у Хрватској био је у саставу старе општине Чаковец.

## Становништво
У попису становништва из 2011. године, Честијанец је имао 114 становника.
| Број становника према пописима | Број становника према пописима | Број становника према пописима | Број становника према пописима | Број становника према пописима | Број становника према пописима | Број становника према пописима | Број становника према пописима | Број становника према пописима | Број становника према пописима | Број становника према пописима | Број становника према пописима | Број становника према пописима | Број становника према пописима | Број становника према пописима | Број становника према пописима |
| ------------------------------ | ------------------------------ | ------------------------------ | ------------------------------ | ------------------------------ | ------------------------------ | ------------------------------ | ------------------------------ | ------------------------------ | ------------------------------ | ------------------------------ | ------------------------------ | ------------------------------ | ------------------------------ | ------------------------------ | ------------------------------ |
| 1857                           | 1869                           | 1880                           | 1890                           | 1900                           | 1910                           | 1921                           | 1931                           | 1948                           | 1953                           | 1961                           | 1971                           | 1981                           | 1991                           | 2001                           | 2011                           |
| 89                             | 239                            | 237                            | 433                            | 297                            | 59                             | 65                             | 96                             | 93                             | 89                             | 97                             | 123                            | 132                            | 120                            | 115                            | 114                            |

Напомена: Од 1869. до 1900. садржи податке за насеља Јуровец и Лапшина. Године 1910. део података садржан је у насељу Јуровец.